# Списак учесника Песме Евровизије
Ово су спискови учесника Песме Евровизије:
- Списак учесника Песме Евровизије (1956—2003)
- Списак учесника Песме Евровизије (2004—данас)